# Piezodorus lituratus
Piezodorus lituratus (Fabricius 1794) је врста стенице која припада фамилији Pentatomidae.

## Распрострањење
Piezodorus lituratus насељава Палеарктик, изузев делова Скандинавије. Насељава Европу, Африку, северну Азију и Северну Америку. У Србији је честа врста, јавља се од низијских подручја до планина преко 1500 м надморске висине.

## Опис
Дужина тела је око 10–13 mm. Одрасле јединке се јављају у две форме, током пролећа су углавном зелено жућкасте боје а касније у години, крајем лета, јављају се црвене шаре на пронотуму и кориуму. Цело тело је глатко и одаје утисак пресијавања, пред хибернацију цело тело је генерално блеђе обојено. Антене су црвен боје а део абдомена који се види са дорзалне стране испод мембранозног дела крила је црне боје.

## Биологија
Одрасле јединке појављују се на пролеће (углавном у мају) када креће парење, а јединке нове генерације јављају се од јула. У Србији се најчешће бележе током пролећа али срећу се готово током читаве године. Биљка домаћин су најчешће врсте из породице легуминоза (Fabaceae), али и Asteraceae, Rosaceae, Cyperaceae и др.

## Синоними
- Cimex lituratus Fabricius, 1794
- Piezodorus degeeri Fieber, 1860
- Pentatoma incarnata Germar, 1821
- Rhaphigaster punctulatus Westwood, 1837